# 河合千草
河合千草，日本漫畫家。

## 作品

### 漫画
- La Esperanca - 易碎青春、全7冊、原名
- 第101位愛麗絲、5冊待續、原名
日文版4冊待續、新書館《ウィングス（日语：ウィングス (雑誌)）》雙月刊連載中

### 插画
- 英国奇异谭系列，作者：筱原美季